# Хорев, Альберт Павлович
Альбе́рт Па́влович Хо́рев (род. 22 июля 1979) — российский дипломат. Чрезвычайный и полномочный посланник 1 класса (2024).

## Биография
Окончил Институт стран Азии и Африки при МГУ им. М. В. Ломоносова (2002) и Дипломатическую академию МИД России (2011). Владеет английским, дари, пушту и персидским языками. На дипломатической службе с 2002 года.
- В 2015—2018 годах — начальник отдела, заместитель директора Второго департамента Азии МИД России.
- В 2018—2020 годах — советник-посланник Посольства России в Афганистане.
- В 2020—2023 годах — заместитель директора Второго департамента Азии МИД России.
- С 10 ноября 2023 года — чрезвычайный и полномочный посол Российской Федерации в Пакистане[1].

## Дипломатический ранг
- Чрезвычайный и полномочный посланник 2 класса (2 октября 2020)[2].
- Чрезвычайный и полномочный посланник 1 класса (1 апреля 2024)[3].

## Награды и премии
Режиссёр и автор сценария короткометражного художественного фильма «Дипломат по призванию» (2017) под псевдонимом Альберт Павлов. За эту работу получил Национальную литературную премию «Золотое перо Руси» и Почётный знак отличия «Трудовая доблесть. Россия».